# Jana Vávrová
Jana Vávrová, rozená Vojáčková (* 16. listopadu 1986), je bývalá česká florbalistka, reprezentantka, bronzová medailistka z Mistrovství světa 2011 a mistryně a sedminásobná vicemistryně Česka. V české nejvyšší soutěži hrála v letech 2003 až 2020.

## Klubová kariéra
Vávrová poprvé nastupovala v nejvyšší soutěži žen (v té době 1. lize) v sezóně 2003/2004 za nově vzniklý tým FbŠ Pohoda. Již v další sezóně pod staronovým názvem FbŠ Praha získaly první bronzovou medaili. V sezóně 2005/2006, znovu pod novým názvem FbŠ Bohemians, pak vybojovali první vicemistrovský titul. V Bohemians působila až do roku 2011 a získala s nimi v ročnících 2007/2008, 2009/2010 a 2010/2011 další tři stříbra.
Od sezóny 2011/2012 začala hrát za tým TJ JM Chodov. S ním v roce 2015 získala svůj i klubový první mistrovský titul, ke kterému v superfinále přispěla gólem a asistencí. O rok později vybojovali i první titul v Poháru, v jehož finálovém zápase vstřelila dvě branky. Za Chodov hrála až do roku 2020 (s mateřskou přestávkou v letech 2017 a 2018). Získala s ním v sezónách 2015/2016 a 2018/2019 další dva vicemistrovské tituly, druhý již pod novým jménem Vávrová. Ve svém posledním ročníku 2019/2020 před ukončením vrcholové kariéry byla kapitánkou týmu. V tomto ročníku dočasně postoupila na druhé místo historické tabulky počtu odehraných zápasů v Extralize. V letech 2023 a 2024 hrála za B tým TJ Sokol Královské Vinohrady.

## Reprezentační kariéra
V juniorské reprezentaci hrála Vávrová na Mistrovství světa ve florbale žen do 19 let 2004.
Za ženskou reprezentaci hrála na třech mistrovstvích světa. Poprvé to bylo na šampionátu v roce 2011, kde Češky získali první bronz v historii.
Na Polish Cupu v roce 2013 poprvé porazily Finky a následně ve stejném roce znovu na Euro Floorball Tour. Na EFT v dalším roce zvítězily nad Švýcarskem a znovu nad Finskem (Vávrová asistovala na dva góly) a na turnaji poprvé získali stříbro.
Svého posledního mistrovství se Vávrová zúčastnila v roce 2015. Po té ukončila reprezentační kariéru. V národním týmu odehrála celkem 66 zápasů a zaznamenala 26 bodů za 14 gólů a 12 asistencí.
| Umístění         | Soutěž                                           |
| ---------------- | ------------------------------------------------ |
| 5.               | Mistrovství světa ve florbale žen do 19 let 2004 |
| Bronzová medaile | Mistrovství světa ve florbale žen 2011           |
| 4.               | Mistrovství světa ve florbale žen 2013           |
| 4.               | Mistrovství světa ve florbale žen 2015           |

## Rodina
Vávrové manžel Tomáš je bývalý superligový hráč a devítinásobný mistr Česka.